# John Michael Montgomery
John Michael Montgomery (Danville, Kentucky, 20 de janeiro de 1965) é um cantor estadunidense de música country.

## Discografia
- 1992 - Life's A Dance (Atlantic)
- 1994 - Kickn' It Up (Atlantic)
- 1995 - John Michael Montgomery (Atlantic)
- 1996 - What I Do The Best (Atlantic)
- 1998 - Leave A Mark (Atlantic)
- 1999 - Home To You (Atlantic)
- 2000 - Brand New Me (Atlantic)
- 2002 - Pictures (Warner)
- 2004 - Letters From Home (Warner)
- 2008 - Time Flies (Stringtown Records)